# Panoanski jezici
Panoan, porodica indijanskih jezika iz Perua, zapadnog Brazila i nekih područja Bolivije. Žive u tropskim ekvatorskim šumama doenjr Amazone i njezinih pritoka. Populacija im je procjenjena na oko 250.000 1960,-tih godina. Najvažniji oblici privređivanja raznih plemena su zemljoradnja (posijeci-i-spali), lov, ribolov i sakupljanje. Ova porodica obuhvaća brojne jezike i plemena a povezuju je i s porodicom Tacanan u Veliku porodicu Macro-Panoan.
Porodica Panoan obuhvaća sljedeće grupe domorodaca i njihovih jezika i dijalekata:
Lyle Campbell je vodi kao dio šire porodice pano-tacanan i uključuje jezike u The classification of South American languages. In Lyle Campbell & Verónica Grondona (eds.) s 27 jezika (10 izumrli i dva pred izumiranjem): 
a. panoan (27):
a1. pano (2): huariapano †, pánobo †
a2. amahuaca-yaminawa (trodržavni panoanski) 9 jezika, 3 izumrla: yaminawa, sharanawa, parannawa †, puinaua, atsahuaca-yamiaca †, shipinawa †, cashinahua.
podskupina amahuaca (2): amahuaca (s inuvaken i viwivakeu), isconahua,
a3. shipibo, 6 jezika, 1 izumro: tushinawa, remo †, shipibo (s pisquibo, shipibo, conibo i shetebo), marubo, capanahua, waninnawa.
a4. cashibo, 2 jezika 1 izumro: nocamán †, cashibo
b. bolivijski panoanski, 6 jezika, 2 pred izumiranjem, 2 izumrla: sensi †, mayoruna-matsés, chákobo, pacahuara (govori ga jedna obitelj), karipuna (12 govornika), shaninawa †.
c. Neklasificirani panoanski, 2 jezika, 1 izumro: kaxararí, kulino †.
Lyle Campbell (1997), 27 jezika, 12 izumrlih, i uz neke manje izmjene:
a panoanski (u užem smislu) s podskupinama:
a1. trodržavna (5 jezika): amawaka, isconahua, sharanawa, yaminawa, cashinahua
a2. pano (2), oba izumrla: huaripano, pánobo
a3. cashibo (2), 1 izumro: nocamán †, cashibo
a4. shipibo, (5), 1 izumro: shipibo (s pisquibo, shipibo, conibo i shetebo), marubo (s paconawa, nehanawa), remo †, capanahua, waninnawa.
tushinawa †, parannawa †, puinaua (poyanawa), atsahuaca †, shipinawa †.
b. bolivijski panoanski (3 ) jezika: karipuna (tupijski jezik, nije panoanski), chákobo, pacahuara
c. individualni jezici: sensi †, kaxararí,mayoruna-matsés, kulino †, shaninawa †
Matthew S. Dryer (2005) popisuje jezike (10): amahuaca, capanahua, cashibo, cashinahua, chácobo, karipuna do guapore, matis, matsés, sharanahua, shipibo-konibo, yaminahua. Karipuna do guapore pripada u tupian jezike, a ne panoanske
Ethnologue (2005). 28 jezika, od toga 8 izumrlih, dva pred izumiranjem: 
a. istočni (1) kaxararí
b. južni-centralni (9): 
b1. yaminahua-sharanahua (6), 1 izumro: yawanawa, poyanáwa, xipináwa, sharanahua (s chandinahua, marinahua, mastanahua), tuxináwa †, yaminahua (s chitonahua, yaminahua).
b2. yora (1): yora
b3. amahuaca (1): amahuaca (s s inuvaken i viwivakeu)
b4. neklasificirani južni-centralni (1), izumro: nukuini † (s cuyanawa)
c. zapadni (2), 1 izumro, 1 izumro : nocamán †, cashibo-cacataibo (s cashibo, cacataibo de sinchi roca, cacataibo de mariscal).
d. južni (3, 1 pred izumirnjem: shinabo †, pacahuara (gotovo izumro), chácobo.
e. sjeverni (3): matís, pisabo, matsés
f. jugoistočni (2): cashinahua, katukína (s ararapina, arara-shawanawa, ararawa, sanainawa).
g. sjeverni-centralni (7), 3 izumrla, jedan pred izumiranjem: atsahuaca †, capanahua (s pahenbaquebo), marúbo, remo †, shipibo-conibo (s pisquibo, shetebo, shipibo del madre de dios, conibo, shipibo), isconahua (gotovo izumro, sensi †.
h. nekasificirani (1), izumro: panobo †.
Terrence Kaufman (2007) ima na popisu 8 jezika u dvije podskupine s 3 izumrla, shipibo sa 6 jezika i kashibo s 2 jezika. Panoanske neklasificirane jezika kashararí i kulino vodi kao dio šire pano-takananske skupine, kao i neke bolivijske panoanske jezike, viz.: shaninawa, pakawara, chákobo, majoruna-matsés, i sensi zajedno s takananskim jezicima u bolivijsku pano-takanasku skupinu. U užu pano grupu uključuje :
a. kashibo (2): kashibo, nokamán †.
b. shipibo (6): wanninawa, shipibo, kapanawa, marubo, remo †, tushinawa †.
c. trodržavna podskupina od 9 dijalekata amawaka: kashinawa, shipinawa, atsawaka-yamiaka, poyannawa, parannawa, amawaka, iskonawa, sharanawa, yaminawa
d. govorno područje pano s dva dijalekta: wariapano i pánobo.
Greenberg (1987) 15 jezika: conibo, panobo, capanahua, chacobo, cashibo, cashinahua, nocaman, shipibo, culino caripuna, arazaire, cazinaua, marinahua, mayoruna, amahuaca.

## Plemena
Amahuaca (Amawáka, Amawaka) Peru, Brazil; 
Apolima-Arara; 
Araraua (Araráwa), Acre, Brazil; 
Arára do Acre (Shawanauá), Acre, Brazil;  
Araua, Peru; 
Arazaire; 
Atsahuaca (Atsawaca),Peru; 
Busquipani, Peru;  
Cacataibo; 
Cachinaua (Kaxinawá, Cashinawa), Acre, Brazil; 
Camannawa; 
Canamari (Kanamari), Brazil;  
Capanahua (Kapanawa, Kapanahua), Peru;  
Capuibo, Bolivija; 
Carapacho (), Peru;  
Caripuna (Karipuna), Brazil;  
Catuquina (Catukina, Katukina), Brazil;  
Cashibo (Kashibo), Peru;  
Chacobo, Bolivija;  
Chama del Ucayali; 
Chandinawa; 
Chipinaua (Xipináwa), Brazil;  
Chitonawa; 
Comobo, Peru;  
Conibo, Peru;  
Contanaua (Kontanawa), Brazil;  
Cuianaua (Kuyanawa), Brazil;  
Culino (Kulino, Culina, Kulina), Brazil;  
Epetineri, Peru;  
Espino (Ispinó), Mato Grosso, Brazil;  
Inonawa; 
Iskonawa; 
Jacaria (Jakariá), Brazil;  
Jaminaua (Yaminawa), Brazil;  
Jaminawa Arara; 
Jauanaua (Yawanawá), Brazil;  
Jauavo (Iawano, Iawavo), Acre, Brazil;  
Jumbanaua (Yumbanáwa, Yunbanáwa), Acre, Brazil; 
Jura (Yura, Yora, Parquenawa, Parquenahua, Nahua, Nawa), Acre, Brazil; 
Kapishto; 
Kaxarari; 
Korubo; 
Manamabobo,Peru;  
Manaua, Brazil;  
Marinaua (Marinawa), Acre, Brazil;  
Marubo; 
Maspo, Peru; 
Mastanawa;  
Matis; 
Matoinahã; 
Matsés (Mayoruna); 
Maxonawa;
Mochobo, Peru;  
Moronawa; 
Nawa; 
Niaragua, Peru; 
Nokaman (Nocaman); 
Nucuini (Nukuini, Nukini), Acre, Brazil;  
Pacaguara (Bolivia; Brazil ?);  
Pacanaua (Pakanawa), Acre, Brazil;  
Pahenbakebo; 
Pano /Zajedno sa srodnima Wariapano i Panobo pripadaju grupi Capanawa; 
Pánobo, Peru;  
Pichobo, Peru;  
Poianaua (Poyanawa, Cuía), Acre, Brazil;  
Puyamanahua, Peru;  
Remo, Peru;  
Ruanagua, Peru;  
Runanaua (Runanawa), Acre, Brazil;  
Sacuia (Sakuya), Acre, Brazil;  
Saninaua (Saninawa, Xanináua), Brazil;  
Saninauaca, Brazil;  
Sensi, Peru;  
Setebo (Xetebo), Peru; 
Shanenawa; 
Shanindawa; 
Sharanawa; 
Sinabo, Peru;  
Sinabo, Bolivija;  
Soboibo, Peru; 
Taverí; 
Ttxináwa; 
Tuxináwa(Tuxináwa, Tuxinawa), Brazil; 
Waninnawa;  
Wariapano; 
Xipibo (Shipibo), Peru;  
Xitonawa; 
Yamiaca (Amiaca), Peru;  
Yoranawa; 
Zurina, Brazil.

## Vanjske poveznice
- Ethnologue (14th)
- Ethnologue (15th)

Ethnologue (16th)
- Pano-Takana  Arhivirana inačica izvorne stranice od 28. studenoga 2008. (Wayback Machine)
- subtree for Panoan  Arhivirana inačica izvorne stranice od 10. svibnja 2012. (Wayback Machine)